# BC Orchies
O Basket Club d'Orchies, conhecido também por BC Orchies é um clube de basquetebol baseado em Orchies, França que atualmente disputa a Nationale Masculine 1 (equivalente à terceira divisão francesa). Manda seus jogos no Davo Pévèle Arena com capacidade para 5.000 espectadores.

## Histórico de Temporadas
| Temporada | Nível | Liga      | Pos. | J     | PL  | Resultado         |
| --------- | ----- | --------- | ---- | ----- | --- | ----------------- |
| 2008-09   | 4     | NM2       | 6    | 13-11 |     |                   |
| 2009-10   | 4     | NM2       | 2    | 21-5  |     | Promovido         |
| 2010-11   | 3     | NM1       | 11   | 16-18 |     |                   |
| 2011-12   | 3     | NM1       | 3    | 25-9  |     |                   |
| 2012-13   | 3     | NM1       | 1    | 27-7  |     | Promovidocampeão  |
| 2013-14   | 2     | LNB Pro B | 17   | 15-29 |     |                   |
| 2014-15   | 2     | LNB Pro B | 7    | 19-15 | 0-2 | Quartas de finais |
| 2015-16   | 2     | LNB Pro B | 18   | 8-26  |     | Rebaixado         |
| 2016-17   | 3     | NM1       | 11   | 19-15 |     |                   |
| 2017-18   | 3     | NM1       | 16   | 14-20 |     | Rebaixado         |

fonte:eurobasket.com

## Títulos

### Nationale Masculine 1 (terceira divisão)
- Campeão (1):2012-13